# Alcira Soust Scaffo
Alcira Soust Scaffo (Durazno, 4 de marzo de 1924 - Montevideo, 30 de junio de 1997) fue una maestra y poeta uruguaya radicada durante más de dos décadas en México. Durante la ocupación de la UNAM por el Ejército Mexicano de 1968, permaneció oculta durante doce días en un baño de la universidad. Este episodio se convirtió en una anécdota destacada del Movimiento de 1968 y ha sido recogido en diversas novelas y obras audiovisuales.

## Biografía
Fue la menor de tres hermanas en una familia de clase media. Desde temprana edad se destacó en el estudio, logrando recibirse de maestra escolar con tan solo 20 años. Obtuvo una ayudantía interina en la Escuela Granja número 43 de Chileno Grande, en la costa norte del Río Negro.
En los años 60 se radicó en México. Recibió una beca por parte del Centro de Cooperación Regional para la Educación de Adultos en América Latina y el Caribe (CREFAL), para asistir al curso de formación de Especialistas en Educación Fundamental en Pátzcuaro, Estado de Michoacán. Al curso asistió junto a otros tres compatriotas, entre ellos el maestro Miguel Soler, quien años más tarde llegaría a dirigir el CREFAL.
En el CREFAL trabajó con comunidades indígenas y campesinas. Como trabajo final del curso escribió un ensayo sobre la importancia de la recreación titulado “La recreación en la estructura de la personalidad”, el cual sería la primera tesis publicada por el CREFAL. Finalizado el curso, Soust consiguió una extensión de la beca para estudiar muralismo con Rufino Tamayo.
En 1960 contrajo matrimonio con un médico, de quien se separó en 1962.

## Episodio de 1968 en la UNAM
En 1968 Alcira Soust residía y trabajaba en el campus de la UNAM. Sin tener un trabajo estable, vivía de pequeñas tareas que le otorgaban algunos profesores de la Facultad de Filosofía y Letras (traducciones de francés principalmente), de la ayuda de sus amigos y de los dibujos y poemas que entregaba a voluntad o simplemente regalaba.
Se había vinculado con los poetas de la escena de Ciudad de México, donde entabló amistad con José Revueltas. En Soust está basado el personaje de Auxilio Lacouture de la novela Los detectives salvajes, en la cual Roberto Bolaño recreó el ambiente literario de aquella época. En esta obra, y posteriormente en Amuleto, se reconstruye literariamente la resistencia de Soust durante la invasión de la UNAM por el Ejército Mexicano.
La ciudad universitaria fue invadida y ocupada por el ejército el 18 de septiembre de 1968. Algunos testimonios sostienen que Soust ayudó a estudiantes a escapar y puso versos de León Felipe por los altoparlantes a modo de resistencia pacífica. El miedo a ser apresada la llevó a esconderse en un baño de la torre de Humanidades, donde permaneció los 12 días que duró la ocupación, lugar en que sobrevivió alimentándose de papel y agua, donde la encontraron el poeta y clasicista Rubén Bonifaz Nuño y el historiador mesoamericanista Alfredo López Austin, ambos de la Facultad de Filosofía y Letras (Universidad Nacional Autónoma de México). 
Este hecho la transformó en un mito del movimiento estudiantil, que la pasó a considerar como la uruguaya que “resistió” la ocupación militar.

## Regreso a Uruguay en 1988
Regresó a Uruguay en 1988. Llegó a Montevideo en un frágil estado de salud y con una carta a su familia en la que se detallaba su delicada situación psicológica. Al principio mantuvo contacto con sus familiares, quienes la apoyaron económicamente en muchas ocasiones. Finalmente perdió completamente el vínculo, a pesar de la búsqueda de su familia, que no logró volver a establecer contacto. 
Falleció el 30 de junio de 1997 a los 74 años, por una infección respiratoria, en el Hospital de Clínicas en Montevideo.

## Legado
Su historia se plasmó en 1971 en la crónica La noche de Tlatelolco: Testimonios de historia oral de Elena Poniatowska, e inspiró la novela Amuleto de Roberto Bolaño, publicada en 1999, y la ópera Luciérnaga, con música de Gabriela Ortiz y libreto de Silvia Peláez.
En 2018, como parte de la conmemoración del 50 aniversario del Movimiento estudiantil en México, la Dirección de Difusión Cultural comisionó a Gabriela Ortiz, como compositora, y Silvia Peláez, como libretista, una ópera de cámara titulada Luciérnaga. Monodrama musical para soprano, actor, ensamble de cámara y multimedia, que retoma el episodio de Alcira Soust Scaffo encerrada en la Torre II de Humanidades en la UNAM. La obra fue estrenada el 10 de octubre de 2018 en la Sala Miguel Covarrubias de la Ciudad de México.
En 2023 se estrenó Alcira y el campo de espigas, un documental sobre su vida.